# Bob l'éponge, le film : Éponge en eaux troubles
Série Bob l'éponge
Bob l'éponge, le film : Un héros sort de l'eau
(2015) Bob l'éponge, le film : Un pour tous, tous pirates !
(2025)
Pour plus de détails, voir Fiche technique et Distribution.
Bob l'éponge, le film : Éponge en eaux troubles ou Bob l'éponge, le film : Éponge en fuite au Québec et en Belgique (The SpongeBob Movie: Sponge on the Run) est un film d'animation américain réalisé par Tim Hill, sorti en 2020. Ce film sert de préquel à la série et aux films précédents, à savoir Bob l'éponge, le film (2004) et Bob l'éponge, le film : Un héros sort de l'eau (2015).
Le film se déroule à la suite de l’escargot-napping de Gary. Son compagnon de toujours, Bob l’éponge entraîne son meilleur ami Patrick dans une folle aventure vers la Cité Perdue d’Atlantic City afin de le retrouver. À travers cette mission sauvetage pleine de surprises, de merveilles et de dangers, Bob l’éponge et ses acolytes vont réaliser que rien n’est plus fort que le pouvoir de l’amitié.
C'est la troisième adaptation cinématographique de la série télévisée Bob l'éponge.
Si la sortie du film au cinéma est annulée mondialement à cause de la pandémie de Covid-19, il est un succès sur Netflix et obtient des critiques élogieuses,.
Le film est dédié à la mémoire de Stephen Hillenburg, créateur de Bob l'éponge, décédé en 2018.

## Synopsis
Dans une ville aquatique appelée Bikini Bottom, Bob l’éponge et tous les habitants vivent des jours paisibles sauf le maléfique Plankton qui travaille sur un nouveau plan pour voler la formule secrète du Pâté de Crabe tandis que Karen confirme que c’est Bob l'éponge qui est la cause de tous ses précédents échecs et non M. Krabs. Pendant ce temps, à Atlantic City, le souverain égoïste, le roi Poseidon, utilise toute la gelée de son dernier escargot de mer comme crème anti-rides pour maintenir son apparence. Quand son escargot ne sait plus produire de la gelée, Poseidon le jette avec ses anciens escargots également épuisés, où ils sont asservis. Poseidon décrète alors un nouvel escargot, et Plankton kidnappe Gary, l'escargot de compagnie de Bob l'éponge afin que Bob n'interfère plus avec ses plans. Le lendemain matin, Bob apprend de Patrick que Gary a été emmené à Atlantic City. Dans le cadre de son plan, Plankton propose à Otto, un robot construit par Sandy pour M. Krabs, de les conduire à Atlantic City dans l'espoir qu'ils ne reviendront jamais. Sans Bob l'éponge pour cuisiner les pâtés de crabe, les clients furieux du Crabe Croustillant détruisent le restaurant malgré les efforts de M. Krabs et de Carlo pour cuisiner les pâtés comme Bob.
Otto conduit Bob l'éponge et Patrick dans une vieille ville occidentale où ils rencontrent un esprit tumbleweed nommé Soage. Soage révèle à Bob et Patrick qu'ils sont dans un rêve et qu'ils doivent mener une mission spéciale pour poursuivre leur recherche. Il leur donne un "Jeton de Courage" qui leur donnera la bravoure d'entrer dans une taverne hantée par des cowboys pirates zombies mangeurs de cerveaux. Bob et Patrick découvrent que les âmes des cowboys pirates sont prisonniers d'un esprit maléfique connu sous le nom de "El Diablo", et décident d'aider à les libérer. Diablo piège le duo dans son bureau, où ils le désintègrent accidentellement au rayon de soleil. Les âmes des cowboys pirates sont libérées, et Bob l'éponge et Patrick sont réveillés par Otto.
Maintenant accompagné de Soage, Bob découvre par la "fenêtre de pendant ce temps" de Soage que Poseidon utilise toutes la gelée de Gary. En arrivant à Atlantic City, Soage avertit le couple de ne pas être distrait par les attractions de la ville, mais ils ignorent ses avertissements. Après une nuit remplie de plaisir comme des Stan à friandises ou par des jeux de casinos, Bob et Patrick découvrent qu’ils ont misé leur "jeton de courage", mais ils réussissent quand même par entrer dans le palais de Poseidon. Lorsqu'ils essaient de récupérer Gary, les deux sont arrêtés et emprisonnés dans le donjon en attendant leur jugement le lendemain.
Pendant ce temps, à Bikini Bottom, le Plankton débarque au Crabe Croustillant pour voler la formule, mais Krabs déprimé lui dit volontiers qui n’a plus aucune raison de la garder s'il n’y a pas Bob. Cependant, voir M. Krabs si contrarié rend Plankton coupable. En apprenant que Bob et Patrick seront exécutés dans un spectacle de luxe dans le palais de Poséidon, Krabs, Carlo, Sandy et un Plancton racheté décident de les sauver (alors que Carlos il rentre uniquement pour rencontrer son idole de la clarinette).
En prison, Soage révèle à Bob et à Patrick que le "jeton de courage" n'a jamais eu de pouvoirs et que la bravoure venait d'eux-mêmes. Avant que Bob l'éponge ne soit exécuté, Krabs, Carlo, Plankton et Sandy font irruption dans le spectacle pour témoigner en faveur de Bob l'éponge. Avec Patrick, chacun raconte une expérience qu'ils ont eue avec Bob l'éponge lors d'un camp d'été, ce qui lui a valu la gratitude du public. Ensuite, le groupe interprète un numéro musical pour distraire Poséidon et récupérer Gary. Poséidon se rend compte de la distraction et ordonne à ses gardes de capturer le groupe. Bob et ses amis parviennent à échapper aux gardes et à se diriger vers la sortie, mais sont une fois de plus abandonnés quand Otto les laisse derrière eux.
Poséidon, qui a été impressionné par la prestation musicale du groupe, propose à Bob de lui laisser Gary en échange de leur liberté mais Bob refuse et lui explique que ses amis ont décidé de le sauver même s'ils risquaient la mort et que l’amitié compte plus que tout. Lorsque Poséidon comprend qu'il n'a pas d'amis et révèle qu'il a besoin de la bave d’escargot pour soigner son apparence, Bob l'éponge accepte ses défauts et lui propose d'être son ami. Ému, Poséidon assume sa véritable apparence en retirant tous ses arrangements où tout le monde accepte son apparence, et Poséidon laisse Bob l'éponge garder Gary. Poséidon libère également tous ses escargots esclaves pour les accompagner à  Bikini Bottom qui finit par devenir un "refuge pour les escargots de mer".

## Fiche technique
- Titre : Bob l'éponge, le film : Éponge en eaux troubles
- Titre québécois : Bob l'éponge, le film : Éponge en fuite
- Titre original : The SpongeBob Movie : Sponge on the Run
- Réalisation : Tim Hill
- Scénario : Tim Hill, Jonathan Aibel, Gleen Berger, Mickael Kvamme
- Musique : Hans Zimmer
- Photographie : Larry Fong
- Production : Ryan Harris
- Sociétés de production : Paramount Animation, Nickelodeon Movies, United Plankton Pictures (en), Mikros Image
- Sociétés de distribution : Paramount Pictures (Canada et globale) / CBS All Access (États-Unis) / Netflix (reste du monde)
- Pays de production :  États-Unis
- Budget : 60 millions de dollars[3]
- Genre : Animation, aventure et comédie
- Durée : 83 minutes
- Dates de sortie :
  - Canada : 14 août 2020 (au cinéma)
  - France : 5 novembre 2020 (sur Netflix)
  - États-Unis : 4 mars 2021 (sur Paramount+)

## Distribution

### Voix originales
- Tom Kenny : Bob l'éponge / Gary l'escargot
- Bill Fagerbakke : Patrick Étoile de mer
- Rodger Bumpass : Carlo Tentacule
- Clancy Brown : M. Eugene Krabs
- Mr. Lawrence : Sheldon J. Plankton
- Jill Talley : Karen Plankton
- Carolyn Lawrence : Sandy Écureuil
- Mary Jo Catlett : Mme. Puff
- Awkwafina : Otto
- Matt Berry : Poseidon
- Reggie Watts : Chancelier
- Snoop Dogg : lui-même
- Keanu Reeves : Soage
- Danny Trejo : El Diablo
- Antonio Raul Corbo : Bob l'éponge, jeune
- Jack Gore : Patrick, jeune
- Jason Maybaum : Carlo Tentacule, jeune
- Presley Williams : Sandy Écureuil, jeune
- Tim Hill : Narrateur

### Voix françaises
- Sébastien Desjours : Bob l'éponge
- Boris Rehlinger : Patrick Étoile de mer
- Michel Mella : Carlo le calamar
- Michel Bedetti : M. Eugene Krabs / Sheldon J. Plankton
- Hélène Chanson : Sandy Écureuil
- Jean-Pierre Michaël : Soage
- Raphaël Anciaux : Poséidon
- Joan Faggianelli : Requin / Baleine / Réceptionniste
- Michel Vigné : El Diablo
- Guillaume Orsat : le narrateur
- voix additionnelles : Cyprien Fiassé, Chloé Charvolin, Glen Hervé, Michèle Garcia, Déborah Krey, Léopold Vom Dorp, Simon Faliu, Cédric Dumond, Patricia Piazza, Virginie Émane, Tristan Petigirard, Jean-Rémi Tichit, Arsène Ekam-Dick et Élisa Bardeau.

## Production

### Développement
En février 2015, lors d'une interview avant la sortie du film Bob l'éponge, le film : Un héros sort de l'eau, Megan Colligan, présidente de la distribution et du marketing international chez Paramount Pictures, a déclaré que la possibilité d'un troisième film était "un bon pari". Dans une autre interview, le vice-président de Paramount, Rob Moore, a déclaré qu'il espérait que la production ne prendrait pas plus de 10 ans, en référence au temps écoulé entre Bob l'éponge, le film (2004) et sa suite en 2015. Plus tard en 2015, il a été révélé que Paramount développait des suites pour ses franchises.
La sortie du film était initialement prévue pour 2019,, avant d'être repoussée à 2020. En janvier 2016, Jonathan Aibel et Glenn Berger ont été choisis pour le scénario du film.
En mars 2017, le président de Paramount, Marc Evans, a annoncé que le studio travaillerait en étroite collaboration avec Viacom sur ses marques de télévision, y compris Bob l'éponge, le film. Au cours du même mois, Yahoo! Entertainment a déclaré que le film serait intitulé The SpongeBob Movie.
En avril 2018, le titre officiel du film a été révélé, The SpongeBob Movie: It's a Wonderful Sponge et le co-développeur Tim Hill a été annoncé en tant que réalisateur et scénariste pour le film,. Il a été reporté plus tard que le film serait écrit par Aibel, Berger et Michael Kvamme. Les acteurs principaux, Tom Kenny, Bill Fagerbakke, Clancy Brown, Mr. Lawrence, Rodger Bumpass, Carolyn Lawrence, Jill Talley, Mary Jo Catlett et Lori Alan, devraient tous reprendre leurs rôles en tant que personnages principaux de la série et des films. En octobre 2018, à la VIEW Conference de Turin, Italie, la présidente de Paramount Animation, Mireille Soria, a révélé l'intrigue du film. Hans Zimmer a également été annoncé en tant que compositeur du film, tandis que Mikros Image, basé à Paris et à Montréal, se chargerait de l'animation du film, qui serait entièrement créée par le biais de l'infographie.
Le 12 juin 2019, il a été annoncé que Reggie Watts et Awkwafina étaient ajoutés dans le casting, avec Cyndi Lauper et Rob Hyman (qui ont aussi écrit une chanson pour The SpongeBob Musical) qui écriraient des chansons originales pour le film. Il a également été annoncé que Mia Michaels effectuerait une chorégraphie et Ali Dee ajouterait une chanson originale pour le film.
Le 13 juin 2019, Snoop Dogg a annoncé dans Jimmy Kimmel Live! qu'il serait dans le film.

### Tournage
Le 22 janvier 2019, il a été confirmé que la production du film avait officiellement commencé. Comme ses prédécesseurs, le film comprendra des séquences d'action en direct, avec Larry Fong en tant que cinématographe du film.

## Sortie
Initialement fixée au 9 février 2019 par Paramount Pictures, la sortie aux États-Unis est repoussée au 2 août 2019, puis au 31 juillet 2020, puis avancée au 17 juillet 2020, puis au 22 mai 2020.
En raison de la pandémie de Covid-19, la sortie est de nouveau repoussée au 31 juillet, puis au 7 août 2020. Enfin, en juin 2020, Paramount Pictures annonce l'annulation de la sortie au cinéma du film. Pour les États-Unis, le film sortira finalement directement en vidéo à la demande ainsi que sur le service de streaming CBS All Access en 2021.
Le film est sorti au Canada et au Québec le 14 août 2020 dans les salles de cinéma. Dans le reste du monde, sauf aux États-Unis et en Chine, le film sera distribué sur le service Netflix. La vente des droits du film à CBS All Access et à Netflix permettent à Paramount Pictures de rembourser le budget de 60 millions de dollars du film.

## Accueil

### Critique
En France, le site Allociné recense une moyenne des critiques presse de 3,0⁄5, sur un total de 5 critiques presse.
D'après le journal Le Parisien, « Bob l’Eponge : Eponge en eaux troubles multiplie les gags délirants et les bonnes surprises. ».
Pour le magazine Télérama, « si elle suscite le sourire, la folie volontariste de ce buddy movie ne suffit pas à doper un scénario faiblard, enlisé dans une ode à l’amitié et un retour aux origines trop gentillets pour décoiffer vraiment. ».

### Marketing
La première affiche teaser du film a été révélée et donnée aux personnes ayant assisté au San Diego Comic-Con en juillet 2019.